# 조지 셀던
조지 셀던(George Selden, 1929년 5월 14일 ∼ 1989년 12월 5일)은 미국의 동화작가이다. 본명은 조지 셀던 톰프슨(George Selden Thompson)이다. 코네티컷주에서 태어났으며, 예일대학교에서 문학을 공부했다. 귀뚜라미 체스터와 그의 친구들인 생쥐 터커와 고양이 해리를 주인공으로 한 동화들을 연달아 발표할 정도로, 동물에 대해 관심과 애정을 가진 작가이다.

## 작품
- 《뉴욕에 간 귀뚜라미 체스터》(1960년)
- 《터커의 시골 생활》(1969년)
- 《귀뚜라미 체스터의 새 집》(1983년)